# 富士見町 (栃木市)
富士見町（ふじみちょう）は、栃木県栃木市の地名。郵便番号は328-0044。
　

## 地理
栃木地区中部に位置し、東は境町、南は片柳町、北は祝町・湊町と接している。

## 世帯数と人口
2017年（平成29年）8月31日現在の世帯数と人口は以下の通りである。
| 町丁     | 世帯数  | 人口  |
| -------- | ------- | ----- |
| 富士見町 | 298世帯 | 592人 |

## 施設
病院
- 下都賀総合病院

その他
- 栃木キリスト教会

## 交通

### バス
関東自動車
■國學院線
- 下都賀病院前

蔵の街観光バス
■蔵の街循環「のらっせ号」
- (22) 下都賀病院前 - (23) 女子高入口 - (24) 法務局入口

### 道路
一般県道
- 栃木県道269号太平山公園線（女子高通り）

## 小・中学校の学区
市立小・中学校に通う場合、学区は以下の通りとなる。
| 番地 | 小学校                 | 中学校               |
| ---- | ---------------------- | -------------------- |
| 全域 | 栃木市立栃木中央小学校 | 栃木市立栃木西中学校 |